# Лінії на піску (Доктор Хаус)
«Лінії на піску» (англ. Lines in the Sand)  — четверта серія третього сезону американського телесеріалу «Доктор Хаус». Прем'єра епізоду проходила на каналі FOX 26 вересня 2006. Доктор Хаус і його команда мають врятувати хлопчика, що хворий на аутизм.

## Сюжет
Під час сніданку 10-річний хлопчик Адам з аутизмом починає голосно кричати, що дуже лякає його батьків. В лікарні команда перевіряє його на різні хвороби й робить легеневу вентиляцію. Також Чейз і Кемерон перевіряють будинок. Але ні тести, ні аналізи не дають вірного напрямку, а будинок виявляється доволі чистим. Згодом плевральна порожнина хлопчика починає наповнюватись рідиною. Тим часом Хаус помічає, що у його кабінеті змінили килим з кров'ю (кров залишилась після того, як у Хауса стріляли в останній серії другого сезону) на килим без крові. Хаус обурюється і вимагає, щоб Кадді повернула килим, але та відмовляється. Через це всю серію Хаус зустрічається з командою не в кабінеті, а в інших місцях лікарні. Також на прийом до Хауса приходить Елі (дівчина, що у попередній серії відвідувала Хауса разом зі своїм батьком) і просить лікаря перемірити її стан здоров'я. Хаус виявляє, що дівчина, як і її батько, хвора на застуду.
За наказом Хауса команда робить Адаму ехокардіограму. Ехо показало порушення серцевої діяльності та ЕКГ це підтвердило. Хаус дає розпорядження зробити біопсію легенів, щоб, можливо, виявити рак. Форман просить Вілсона провести операцію, онколог радить зробити біопсію пахвового лімфовузла, а не легенів. Вілсон перевіряє аналізи і повідомляє Хауса, що раку немає. Також він повідомляє, клітини лімфи не лімфи, а печінки. Єдине пояснення цьому це те, що клітини печінки відділилися і потрапили до лімфоми. А це означає, що печінка відмовляє. Хаус вважає, що в Адама цироз. Але Форман не виявив рубців на печінці, тому Хаус хоче біопсію. Під час операції стан хлопчика погіршився і його відвезли до кардіореанімації, але аналіз взяти встигли і він виявився негативним. Хаус дізнається, що у калі Адама було знайдено забагато карбонату кальцію, але команда вважає це нормою. Версія Хауса така: у хлопчика геофагія і він з'їдає все, що потрапляє до його рук. Форман йде знову перевіряти будинок.
Після перевірки Форман доповідає Хаусу, що знайшов на подвір'ї дурман звичайний. Хаус хоче переконатись, що Адам їв дурман і йде до нього в палату. Через хворобу Адам не може говорити і нормально мислити, але все ж таки після допиту Хауса він взяв картинку з пісочницею, що свідчило про те, що він їв пісок. Також під час розмови око хлопчика "зробило сальто назад". Форман вважає, що у пацієнта мікропухлина і робить томографію. Тим часом Кадді просить Хауса поговорити з Елі, яка прийшла до неї в кабінет. Він дає їй зрозуміти, що вони не можуть бути разом і помічає, що її сльози білі. Він дізнався, що вона їздила до Фресно і поцікавився чи був там землетрус, на що вона відповіла позитивно. Хаус каже їй, що під час землетрусу спори піднялися з землі і осіли в її голові, через що вона стала сама не своя.
Перебуваючи в палаті Адама Хаус помічає, що той постійно малює хвилясті лінії на дошці. Він перевіряє око хлопчика і бачить, що у ньому повно паразитичних хробаків. Адама виліковують від хробаків, але аутизм залишається. Кадді повертає килим.